# Anderson (Alaska)
Anderson è un comune (city) degli Stati Uniti d'America, nel Borough di Denali, nello Stato dell'Alaska.
Secondo una stima, nel 2006 contava 290 abitanti.